# موهالس هوک
موهالس هوک (به لاتین: Mohale's Hoek) شهری در ناحیهٔ ناحیه موهالس هوک کشور لسوتو است. این شهر که مرکز ناحیه نیز به شمار می‌رود، در سرشماری سال ۲۰۱۶ جمعیتی برابر با حدود ۴۰٬۰۴۰ نفر داشت.